# 가스펠스타C
《가스펠스타C》는 C채널에서 2011년부터 방송되고 있는 CCM 가수 오디션 프로그램이다. 현재 시즌 8까지 방영되었다.

## 시즌 1 (2011)
1000여명이 참여했으며, TOP 10에게는 각각 100만원의 상금과 트로피가, 대상에게는 상금 1000만원과 트로피가 전달된다. 이 밖에도 TOP 10 전원은 멘토링 과정에서 자신의 곡이 수록된 앨범을 제작하게 되고 C채널의 찬양전문 프로그램에 출연하는 혜택을 받는다.
- MC : 주영훈
- 멘토 : 김브라이언, 유효림, 김인식, 동방현주, 장광우, 김만희, 이권희, 유은성, 민호기, 정신호
- 심사위원 : 김명식, 장기호, 함춘호, 조수아

### Top10
| 이름                | 예명 | 소속사 | 소속그룹            |
| ------------------- | ---- | ------ | ------------------- |
| 김지선 (원띵밴드)   | 김꽃 |        | 前원띵밴드          |
| 노찬희              |      |        |                     |
| 석현진              |      |        |                     |
| 최혜정              |      |        |                     |
| 연승연 (트리플악셀) |      |        | 트리플악셀, YES     |
| 김예림 (트리플악셀) |      |        | 트리플악셀, YES     |
| 김보균 (트리플악셀) |      |        | 트리플악셀          |
| 김효정              |      | 꾼     | 제이어스, 前Deliver |
| 심은영              |      |        |                     |
| 이길                |      | FROMTO |                     |
| 윤진우              |      |        |                     |
| 이진아 (Snowdrop)   |      | 안테나 | 前Snowdrop          |
| 서가영 (Snowdrop)   |      |        | 前Snowdrop          |
| 유성도 (Snowdrop)   |      |        | 前Snowdrop          |

- 금색으로 칠해진 사람이 우승자다.

## 시즌 2 (2012)
TOP 10에게는 각각 100만원의 상금이, 대상에게는 상금 1000만원과 활동지원비 500만원이 전달된다. 이 밖에도 TOP 10 전원은 옴니버스 앨범을 제작하게 되고 C채널의 찬양전문 프로그램 및 행사에 출연하는 혜택을 받는다.
- MC : 송정미
- 심사위원 : 김브라이언, 유효림, 김인식, 동방현주, 함신일, 축복의 사람, 유은성, 김성호, 민호기, 정신호, 김명식, 이권희

### Top10
| 이름                      | 예명 | 소속사                           | 소속그룹             |
| ------------------------- | ---- | -------------------------------- | -------------------- |
| 강세원                    |      | Alive Ministry                   |                      |
| 문준형 (드림어스)         |      |                                  | 前드림어스           |
| 김송주 (드림어스)         |      | 진스커뮤니티, 카우치포테이토     | 로즈트리, 前드림어스 |
| 문예지                    |      |                                  |                      |
| 김은혜                    |      |                                  |                      |
| 강효미 (Light House)      |      |                                  | Lighthouse           |
| 김재웅 (Light House)      |      |                                  | Lighthouse           |
| 이현석 (New Haven)        |      |                                  | New Haven            |
| 조유정 (New Haven)        |      |                                  | New Haven            |
| 정수연                    |      |                                  |                      |
| 허선아                    |      |                                  |                      |
| 박광배 (페르소나with소정) |      |                                  | 페르소나             |
| 이준 (페르소나with소정)   |      |                                  | 페르소나             |
| 박청비 (페르소나with소정) |      | 에피소드메이커, 前프리즘에피소드 | 페르소나, 청비와 나  |
| 박혜준 (페르소나with소정) |      |                                  | 페르소나             |
| 임성제 (페르소나with소정) |      |                                  | 페르소나             |
| 조소정 (페르소나with소정) | 소정 |                                  |                      |
| 이효진 (엘 샤다이)        |      |                                  | 엘 샤다이            |
| 김하라 (엘 샤다이)        |      |                                  | 엘 샤다이            |

## 시즌 3 (2013)
380여 팀 600여 명이 참여했다. TOP 10에게는 각각 100만원의 상금이, 대상에게는 상금 1000만원이 전달된다.
- MC : 나경철, 박여명
- 심사위원 : 임선호, 이권희, 주리, 민호기, 김명식, 김은수

### Top10
| 이름                      | 예명 | 소속사                                     | 소속그룹         |
| ------------------------- | ---- | ------------------------------------------ | ---------------- |
| 박선미                    |      | C채널방송                                  |                  |
| 김동수                    |      |                                            |                  |
| 남궁진영                  |      | 前NGJY, 前셀라                             |                  |
| 정연준                    |      |                                            |                  |
| 이슬기                    |      | 소통                                       |                  |
| 이주영                    |      |                                            |                  |
| 박다빈                    | 다빈 | 前허니펀치프로젝트                         |                  |
| 박찬미 (Rock'n Praise)    |      | JG, 前여수룬, 前GOD                        | 前Rock'n Praise  |
| 조반석 (Rock'n Praise)    | 반석 | 에스씨엠피, 前부밍, 前레이블픽, 前뮤즈이샵 | 前Rock'n Praise  |
| 김동규 (테스티모니콰이어) |      |                                            | 테스티모니콰이어 |
| 유윤정 (테스티모니콰이어) |      |                                            | 테스티모니콰이어 |
| 윤주예 (테스티모니콰이어) |      |                                            | 테스티모니콰이어 |
| 이혜민 (테스티모니콰이어) |      |                                            | 테스티모니콰이어 |
| 고유림 (테스티모니콰이어) |      |                                            | 테스티모니콰이어 |
| 이기성 (테스티모니콰이어) |      |                                            | 테스티모니콰이어 |
| 심병관 (테스티모니콰이어) |      |                                            | 테스티모니콰이어 |
| 나요한 (소리의 정원)      |      |                                            | 소리의 정원      |
| 안병규 (소리의 정원)      |      |                                            | 소리의 정원      |
| 오승희 (소리의 정원)      |      |                                            | 소리의 정원      |

## 시즌 4 (2014)
TOP 10에게는 각각 100만원의 상금이, 대상에게는 상금 1000만원이 전달된다. TOP 10은 자신의 곡이 수록된 앨범을 멘토의 지도 아래 제작하게 된다.
- MC : 권영찬, 이성혜
- 멘토 : 민호기, 동방현주, 임선호, 이삼열, 김효식

### Top10
| 이름                      | 예명     | 소속사                               | 소속그룹                     |
| ------------------------- | -------- | ------------------------------------ | ---------------------------- |
| 박춘수 (어거스트콰이어)   |          | 조                                   | 어거스트콰이어               |
| 김민정 (어거스트콰이어)   |          | 조                                   | 어거스트콰이어               |
| 황석민 (어거스트콰이어)   |          | 조                                   | 어거스트콰이어               |
| 계지형 (어거스트콰이어)   |          | 조                                   | 어거스트콰이어               |
| 김미희 (어거스트콰이어)   |          | 조                                   | 어거스트콰이어               |
| 이수진 (어거스트콰이어)   |          | 조                                   | 어거스트콰이어               |
| 배예진 (어거스트콰이어)   |          |                                      | 前어거스트콰이어             |
| 김은진                    | EJ       | 前JMSTAR                             | 양산시립합창단               |
| 이슬기                    |          |                                      |                              |
| 김태극                    |          |                                      |                              |
| 박은선                    |          |                                      |                              |
| 구성찬                    |          |                                      |                              |
| 임요한 (그레이스존)       | JOHN LIM | 前B2J                                | 前그레이스존                 |
| 김은혜 (그레이스존)       |          |                                      | 前그레이스존                 |
| 김광운 (옐로우모닝라이츠) |          |                                      | 前옐로우모닝라이츠           |
| 박선아 (옐로우모닝라이츠) | 서나     | 엠브릿지, 前라니라니, 前디지탈레코드 | 라니라니, 前옐로우모닝라이츠 |
| 박주희 (옐로우모닝라이츠) |          | 엠브릿지, 前라니라니                 | 라니라니, 前옐로우모닝라이츠 |
| 황현조 (옐로우모닝라이츠) |          |                                      | 前옐로우모닝라이츠           |
| 황윤조 (옐로우모닝라이츠) |          |                                      | 前옐로우모닝라이츠           |
| 오세의 (리얼제이)         |          |                                      | 리얼제이                     |
| 심소형 (리얼제이)         |          |                                      | 리얼제이                     |
| 김단비 (리얼제이)         |          |                                      | 리얼제이                     |
| 이하은 (리얼제이)         |          |                                      | 리얼제이                     |
| 윤하림 (하&유)            |          | 디지탈레코드                         | 前하&유                      |
| 한유래 (하&유)            |          |                                      | 前하&유                      |

## 시즌 5 (2015)
500여 팀이 참여했다. TOP 10에게는 각각 100만원의 상금과 트로피가, 대상에게는 상금 1000만원과 트로피가 전달된다. 이 밖에도 TOP 10 전원은 멘토링 과정에서 자신의 곡이 수록된 앨범을 제작하게 된다.
- MC : 권영찬, 서라헬
- 심사위원 : 민호기, 이삼열, 임선호, 김효식, 배다해

### Top10
| 이름                     | 예명   | 소속사         | 소속그룹                   |
| ------------------------ | ------ | -------------- | -------------------------- |
| 김현수                   |        | 아트앤아티스트 | 포르테 디 콰트로, 벨트라움 |
| 김주람                   |        |                |                            |
| 이예담                   |        |                |                            |
| 차영혜                   | 안나샤 | 前더블루       | 캠프제이 워십              |
| 장정한                   | 前정한 | KMG            |                            |
| 전우철 (He'art)          |        |                | He'art                     |
| 정재홍 (He'art)          |        |                | He'art                     |
| 김준혁 (He'art)          |        |                | He'art                     |
| 이연호 (He'art)          |        |                | He'art                     |
| 김지수 (He'art)          |        |                | He'art                     |
| 김다현 (He'art)          |        |                | He'art                     |
| Joseph Butso (New Abelz) |        |                | New Abelz                  |
| 이다은 (New Abelz)       |        |                | New Abelz                  |
| 서창용 (New Abelz)       |        |                | New Abelz                  |
| 이동주 (New Abelz)       |        |                | New Abelz                  |
| 장호연 (디모테오)        |        |                | 디모테오                   |
| 조영은 (디모테오)        |        |                | 디모테오                   |
| 김지후 (빨간약&지카소)   |        |                | 빨간약                     |
| 기동하 (빨간약&지카소)   |        |                | 빨간약                     |
| 김지영 (빨간약&지카소)   |        |                | 빨간약                     |
| 박지원 (빨간약&지카소)   | 지카소 |                | 前빨간약&지카소            |
| 백슬기 (다름다움)        |        |                | 다름다움                   |
| 김휘아 (다름다움)        |        |                | 다름다움                   |
| 허민희 (다름다움)        |        |                | 다름다움                   |
| 곽은지 (다름다움)        |        |                | 다름다움                   |
| 이성아 (다름다움)        |        |                | 다름다움                   |

## 시즌 6 (2016)
시즌 6에는 1000여 명이 참여했다. 인기상과 은혜상이 신설되었으며, 기존 CCM곡을 편곡하여 참여하는 것이 가능해졌다. TOP 10에게는 각각 본선 준비금 50만원이 지급되며, 대상은 1000만원, 금상은 300만원, 은상은 200만원, 동상은 100만원을 받게 된다. 이 밖에도 TOP 10 전원은 멘토링 과정에서 자신의 곡이 수록된 앨범을 제작하게 된다.
- MC : 김태진, 박여명, 서라헬
- 심사위원 : 민호기, 이삼열, 동방현주, 유효림, 강찬

### Top10
| 이름                  | 예명  | 소속사          | 소속그룹     |
| --------------------- | ----- | --------------- | ------------ |
| 김영글 (REAL BREATHE) |       |                 | REAL BREATHE |
| 김민지 (REAL BREATHE) |       |                 | REAL BREATHE |
| 황현기 (에필로그)     |       |                 | 에필로그     |
| 김하은 (에필로그)     |       |                 | 에필로그     |
| 박현준 (에필로그)     |       |                 | 에필로그     |
| 김진양 (SDRT)         |       |                 | SDRT         |
| 손기훈 (SDRT)         |       |                 | SDRT         |
| 박초희 (SDRT)         |       |                 | SDRT         |
| 정한빛 (SDRT)         |       |                 | SDRT         |
| 김하은                | dahin | SoulBros, 前KHE | 前소울브로즈 |
| 김소곤 (라트레이아)   |       |                 | 라트레이아   |
| 신주현 (라트레이아)   |       |                 | 라트레이아   |
| 이예림 (라트레이아)   |       |                 | 라트레이아   |
| 김수윤 (메이너리)     |       |                 | 메이너리     |
| 박세아 (메이너리)     |       |                 | 메이너리     |
| 인지혜 (메이너리)     |       |                 | 메이너리     |
| 이수인                |       |                 |              |
| 김지원                |       |                 |              |
| 최주은                |       |                 |              |
| 김성호                |       |                 |              |

- 금색은 대상, 은색은 금상, 동색은 은상, 파란색은 동상 수상자.

## 시즌 7 (2017)
TOP 11에게는 각각 100만원의 상금과 트로피가, 대상에게는 상금 1000만원과 트로피가 전달된다. 이 밖에도 TOP 11 전원은 멘토링 과정에서 자신의 곡이 수록된 앨범을 제작하게 된다. 신설된 미주예선 우승자에게 본선 참가의 자격과 별도의 상금, 왕복 항공권 제공, 국내 체류 지원 등의 특전이 주어진다.
- MC : 박여명, 나경철
- 심사위원 : 민호기, 동방현주, 강찬, 유은성, 자두, 김유신
- 지역멘토공로상 : 박성호, 류인영, 유희명

### Top11
| 이름                | 예명 | 소속사   | 소속그룹                                                               |
| ------------------- | ---- | -------- | ---------------------------------------------------------------------- |
| 김덕훈 (아델포스)   |      |          | 아델포스                                                               |
| 김선일 (아델포스)   |      |          | 아델포스                                                               |
| 강득만 (울림)       |      | 前WOWCCM | 울림, 우리들의소나타, 주바라기찬양단, 前로즈콰이어워십, 前내영혼의찬양 |
| 김지원 (울림)       |      |          | 울림                                                                   |
| 곽소연 (예쁨)       |      |          | 예쁨                                                                   |
| 김다미 (예쁨)       |      |          | 예쁨                                                                   |
| 성단비 (예쁨)       |      |          | 예쁨                                                                   |
| 김은혜              |      |          |                                                                        |
| 박우정              |      |          |                                                                        |
| 김혜원 (미라클)     |      |          | 미라클                                                                 |
| 박수아 (미라클)     |      |          | 미라클                                                                 |
| 최주희 (미라클)     |      |          | 미라클                                                                 |
| 박푸름 (밥풀)       |      |          | 밥풀                                                                   |
| 이승호 (밥풀)       |      |          | 밥풀                                                                   |
| 양상재 (작은사람)   |      | 양심     | 김상훈과 나트륨, 前작은사람, 前양심, 前나트륨                          |
| 정용환 (작은사람)   |      |          | 김상훈과 나트륨, 前작은사람, 前나트륨                                  |
| 박수아 (엘라이)     |      |          | 엘라이                                                                 |
| 박인아 (엘라이)     |      |          | 엘라이                                                                 |
| 김효성 (테하림)     |      |          | 테하림                                                                 |
| 유은지 (테하림)     |      |          | 테하림                                                                 |
| 김호연 (소울브릿지) |      |          | 소울브릿지                                                             |
| 박지오 (소울브릿지) |      |          | 소울브릿지                                                             |

## 시즌 8 (2018)
520여 팀이 참여했다. TOP 10에게는 각각 100만원의 상금과 트로피가, 대상에게는 상금 1000만원과 트로피가 전달된다. 상금의 10%는 가스펠스타C 발전기금으로 공제된다.
- MC : 박경률
- 심사위원 : 최아름시내, 박사랑, 주정혁, 지선, 김은영, 박홍식, 장기호

### Top10
| 이름          | 예명 | 소속사 | 소속그룹 |
| ------------- | ---- | ------ | -------- |
| 서좋은        |      |        |          |
| 김하민        |      |        |          |
| 김희은        |      |        |          |
| 이하민 (모찌) |      |        | 모찌     |
| 다애 (모찌)   |      |        | 모찌     |
| 김재원 (모찌) |      |        | 모찌     |
| 박귀주        |      |        |          |
| 박예음        |      |        |          |
| 장대한        |      |        |          |
| 전기수        |      |        |          |
| 한동훈        |      |        |          |
| 김하빈 (히솝) |      |        | 히솝     |
| 양지영 (히솝) |      |        | 히솝     |
| 이호연 (히솝) |      |        | 히솝     |